# Biloberejjea, Dubno
Biloberejjea (în ucraineană Білобережжя) este un sat în comuna Kneahînîne din raionul Dubno, regiunea Rivne, Ucraina.

## Demografie
Componența lingvistică a localității Biloberejjea
     Ucraineană (98,9%)
     Rusă (1,1%)
Conform recensământului din 2001, majoritatea populației localității Biloberejjea era vorbitoare de ucraineană (98,9%), existând în minoritate și vorbitori de rusă (1,1%).